# Lijst van voorzitters van het college van bestuur van de Universiteit Leiden
De voorzitter van het college van bestuur van de Universiteit Leiden staat aan het hoofd van het college van bestuur (CvB) van de Universiteit Leiden, en geeft leiding aan het dagelijks bestuur van de universiteit. De huidige voorzitter van het CvB is Annetje Ottow, die het ambt sinds 8 februari 2021 uitoefent.
Het college van bestuur werd in 1972 ingesteld op grond van de Wet Universitaire Bestuurshervorming van 1970. De eerste voorzitter was Kees Cath, die het ambt van 1972 tot 1988 uitoefende. Na de bestuurscrisis van 1994, die leidde tot het aftreden van collegevoorzitter Kees Oomen, werd een raad van toezicht ingesteld die het college van bestuur benoemde. Van 2005 tot 2021 was de voorzitter van het college van bestuur tevens de rector magnificus van de universiteit; bij het emeritaat van Carel Stolker in 2021 werden de twee functies weer gesplitst vanwege de toegenomen werklast.

## Lijst van voorzitters van het college van bestuur
| Ambtsperiode | Naam                 | Afbeelding | Overig                   |
| ------------ | -------------------- | ---------- | ------------------------ |
| 1972–1988    | Kees Cath            |            |                          |
| 1988–1994    | Kees Oomen           |            |                          |
| 1994–2002    | Loek Vredevoogd      |            |                          |
| 2002–2005    | A.W. Kist            |            |                          |
| 2005–2007    | Douwe Breimer        |            | tevens rector magnificus |
| 2007–2013    | Paul van der Heijden |            | tevens rector magnificus |
| 2013–2021    | Carel Stolker        |            | tevens rector magnificus |
| 2021–heden   | Annetje Ottow        |            |                          |